# Elísio Donas
Elísio Donas (Angola, 5 de Setembro de 1974 — Olhão, 28 de maio de 2023), foi um músico e produtor musical portuense, famoso por ter sido fundador e teclista dos Ornatos Violeta, grupo fundado em 1991, juntamente com Manel Cruz (voz), Nuno Prata (baixo), Peixe (guitarra), Kinörm (bateria)
Após o período de inatividade dos Ornatos, participou no grupo Per7ume, do qual saiu em Agosto de 2008.
Antes da sua morte, criou o "coletivo artístico" Gato Morto, que contava com a participação de outros músicos, como Miguel Lestre, Inês Sousa e Vicente Palma.
Morreu com 48 anos, a 28 de Maio de 2023, em Olhão, vítima de doença súbita.